# رود تیوشا
رود تیوشا (انگلیسی: Tyosha) یک رودخانه در استان نیژنی نووگورود کشور روسیه است.